# Polonnaruwa
Polonnaruwa (singalese: පොළොන්නරුව; Tamil: பொலன்னறுவை), indicato anche come Pulathisipura e Vijayarajapura nei tempi antichi, è la città principale del distretto di Polonnaruwa nella provincia centro-settentrionale, Sri Lanka. Un'antica città reale, capitale del secondo regno più antico dello Sri Lanka.
Il secondo più antico di tutti i regni dello Sri Lanka, Polonnaruwa fu istituito per la prima volta come postazione militare dal regno singalese. Fu ribattezzata Jananathamangalam dalla dinastia Chola dopo la riuscita invasione dell'allora capitale del paese, Anuradhapura, nel X secolo. L'antica città di Polonnaruwa è stata dichiarata nel 1982 patrimonio dell'umanità dall'Unesco.
La moderna Polonnaruwa è oggetto di un importante progetto di sviluppo noto come il "Risveglio di Polonnaruwa", sostenuto dall'ex presidente Maithripala Sirisena. Prevede lo sviluppo di tutti i settori a Polonnaruwa, tra cui strade, elettricità, agricoltura, istruzione, salute e ambiente.

## Etimologia
Il nome Polonnaruwa è di origine sconosciuta. La sua forma tamil, Pulainari, è menzionata nelle iscrizioni tamil della dinastia Chola trovate a Polonnaruwa. Il nome era forse una contrazione del suo antico nome: Pulastya nagara o Pulatti nakaram, che significa città del saggio indù Pulastya.
Fu rinominata sotto il dominio Chola come Jananathapuram o Jananathamangalam. Il luogo fu in seguito conosciuto come Vijayarajapuram, menzionato nei registri di Jayabahu I, che probabilmente derivava dal nome di Vijayabahu I.

## Demografia
Polonnaruwa ha una maggioranza singalese. I musulmani costituiscono il secondo gruppo più numeroso. C'è anche un piccolo numero di tamil dello Sri Lanka e tamil indiani. Altri includono Burgher e Malay.

## Storia

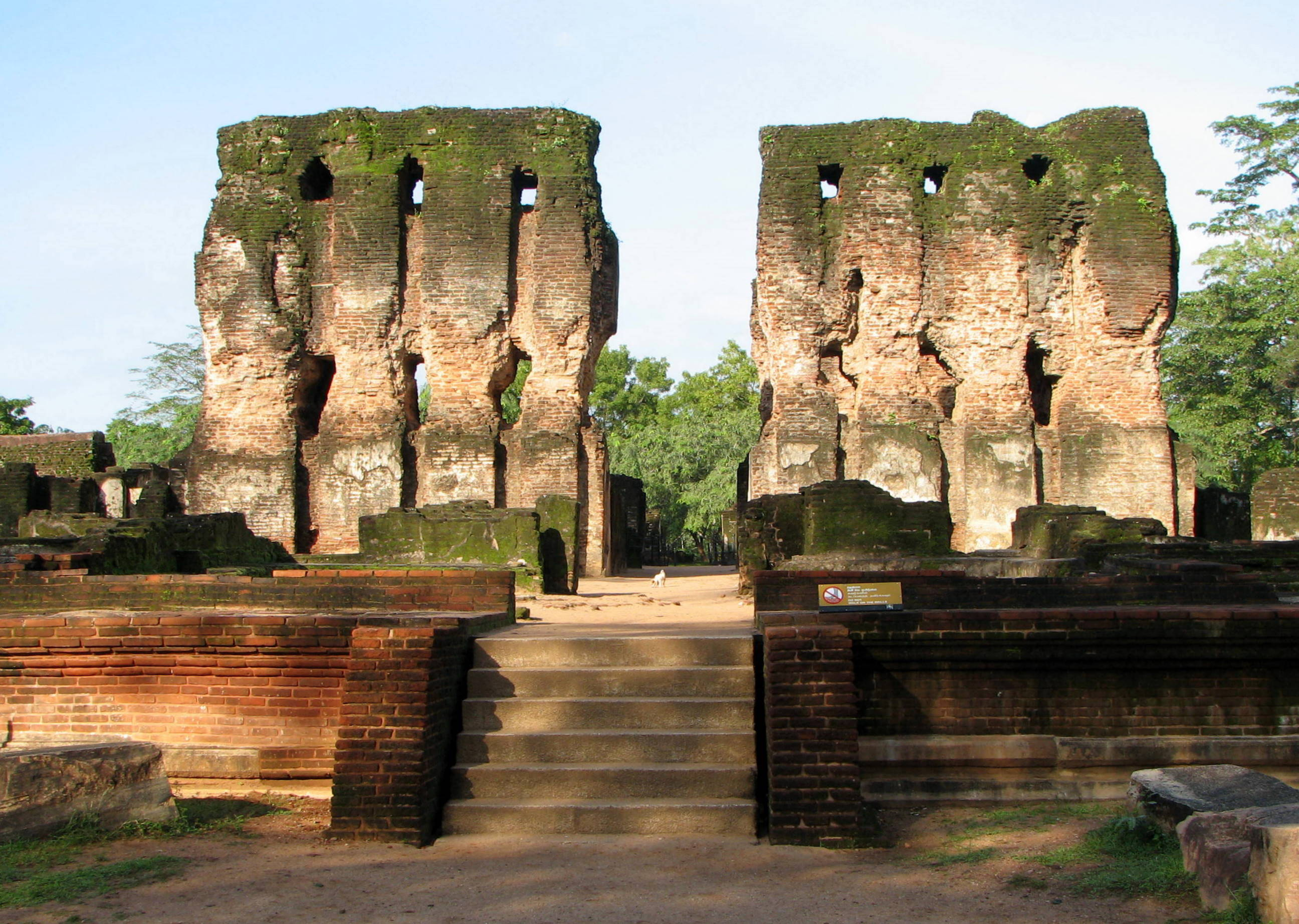
Il palazzo reale

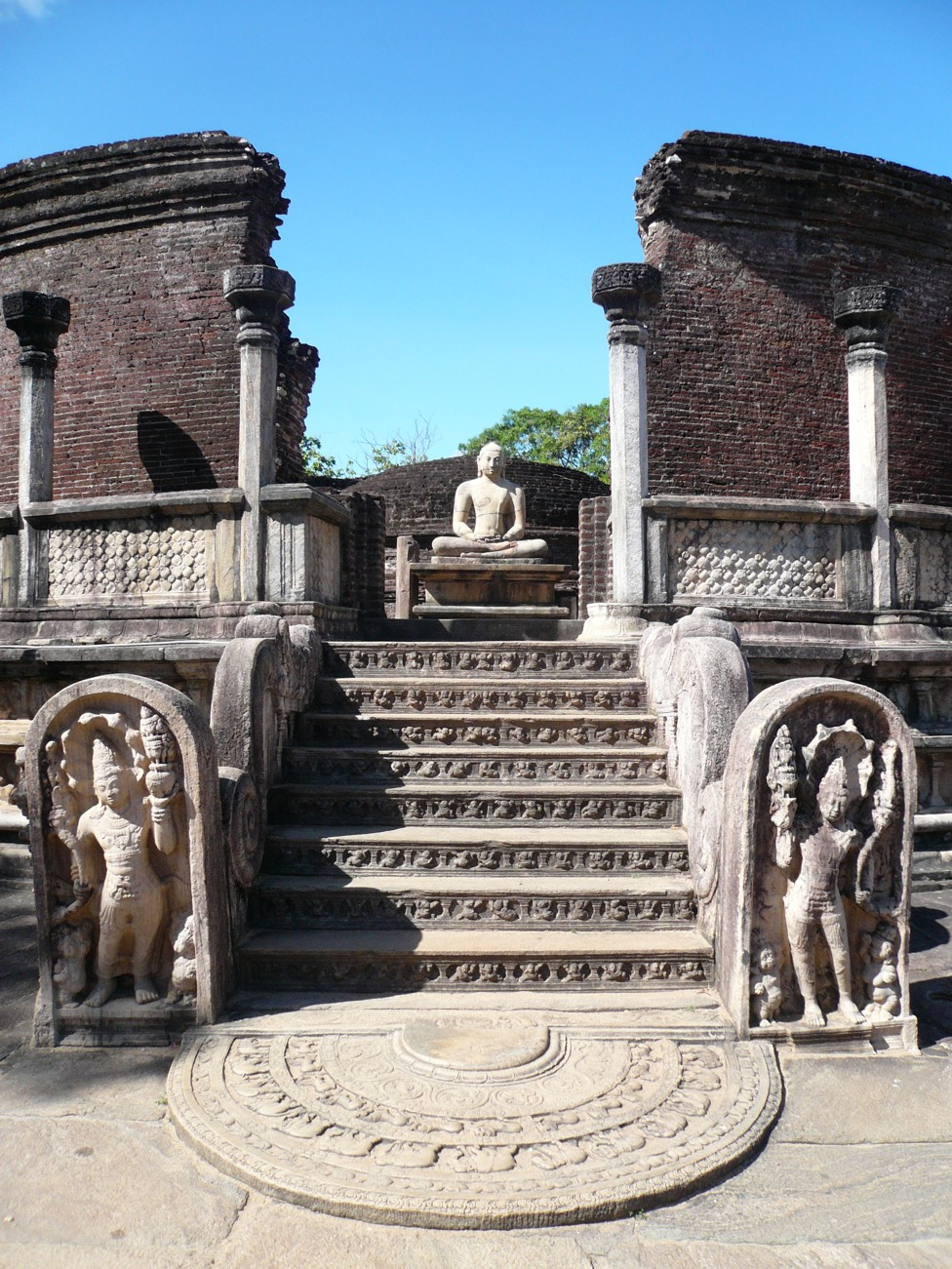
Una delle quattro porte che conducono al Vatadage

Polonnaruwa fu fondata per la prima volta come postazione militare dal regno singalese. E fu ribattezzata Jananathamangalam dalla dinastia Chola dopo la loro vittoriosa invasione del paese nel X secolo. Raja Raja Chola I costruì Vanavan Mahadevisvaram, un tempio di Shiva a Polonnaruwa che prende il nome dalla sua regina, che attualmente è noto come Siva Devale. Il tempio, tra l'altro, conteneva statue di bronzo di Ganesha e Parvati. Le parti settentrionali e centrali dello Sri Lanka furono sotto questo periodo governate direttamente sotto Rajendra Chola I come provincia Chola. Tuttavia, dopo l'anno 1070 d.C. terminò il dominio Chola sull'isola, e Polonnaruwa fu catturata da Vijayabahu I di Polonnaruwa, noto anche come Vijayabahu il grande.

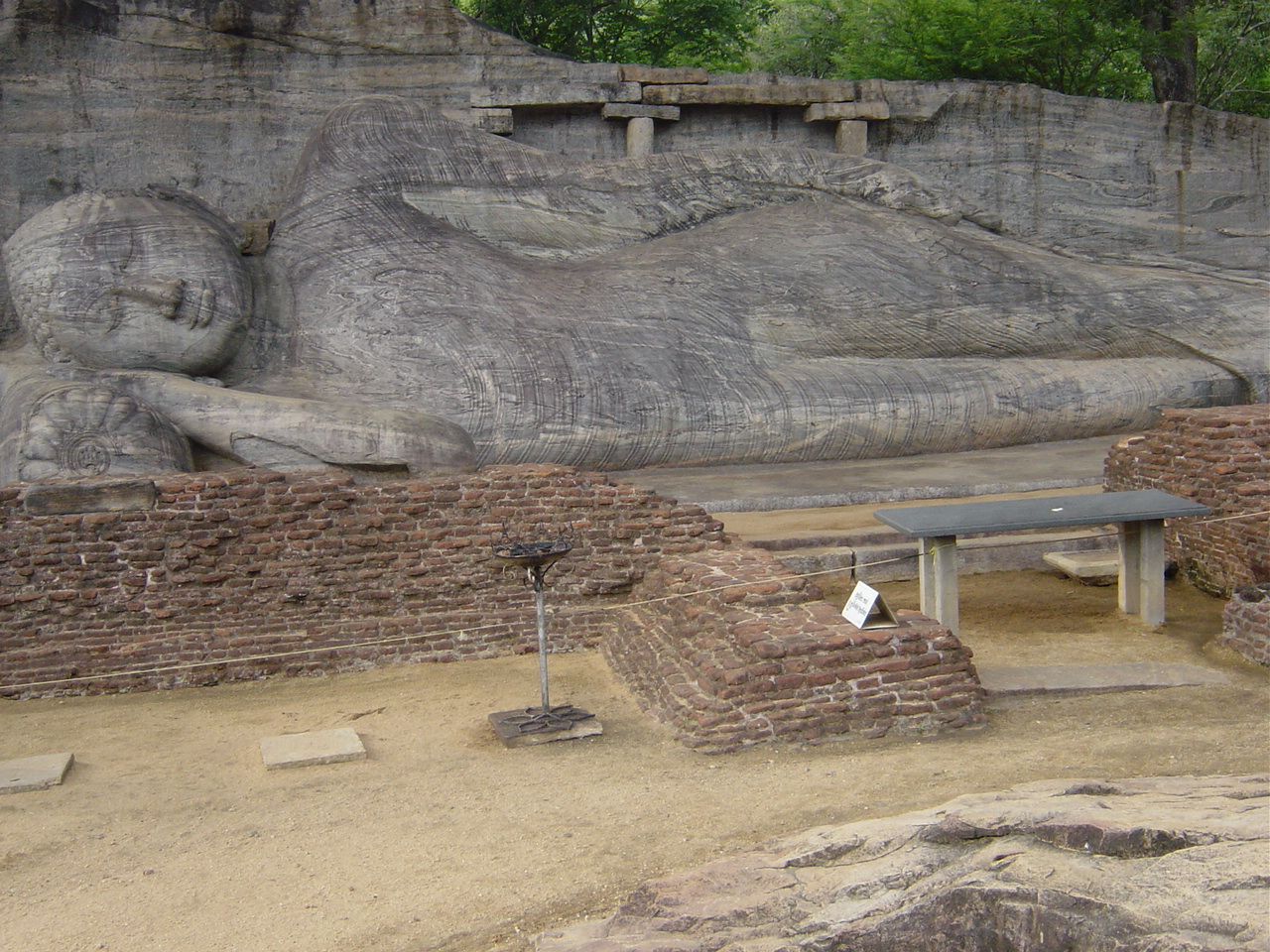
Un Buddha sdraiato, Gal Vihara, Polonnaruwa

Partendo da Mahanagakula a sud del fiume Walawe, Vijayabahu inviò tre armate ad attaccare Polonnaruwa da tre fronti. Un esercito fu inviato lungo la costa occidentale del paese fino al porto di Mahathittha per far fronte a eventuali rinforzi provenienti dall'India meridionale. In seguito, una parte di questo esercito si mosse verso Polonnaruwa e attaccò da nord-ovest. Una seconda armata fu inviata da est attraverso Magama per attaccare Polonnaruwa da est. La terza e principale forza avanzò in tutto il paese, guidata dal re. Circondata da questi tre eserciti, Polonnaruwa fu assediata per sette mesi prima che le forze del re Vijayabahu entrassero in città. Nel 1070, Vijayabahu divenne il sovrano di Polonnaruwa. A quel tempo lo Sri Lanka era conosciuto come Thambapanni.

## Galleria d'immagini

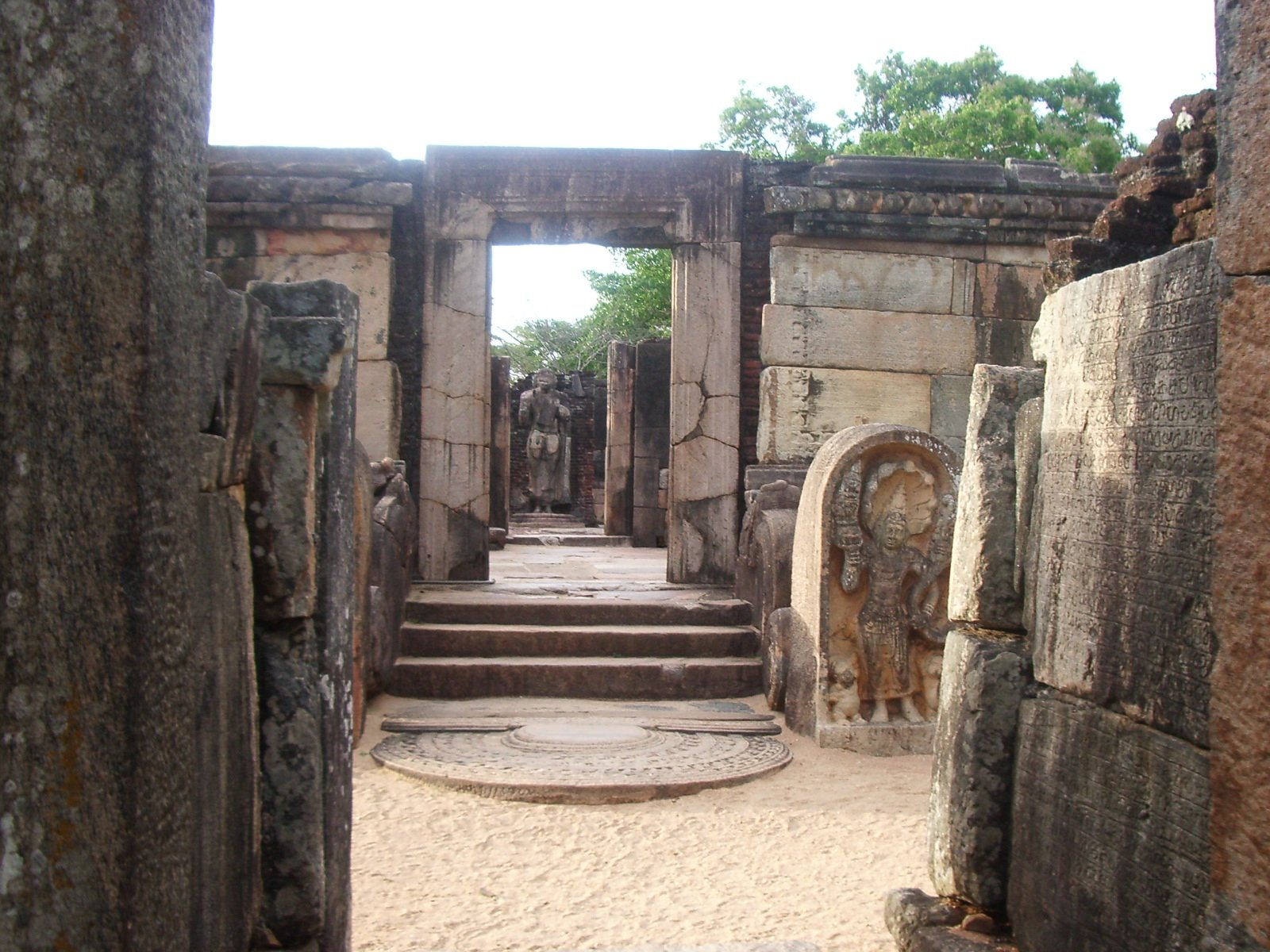
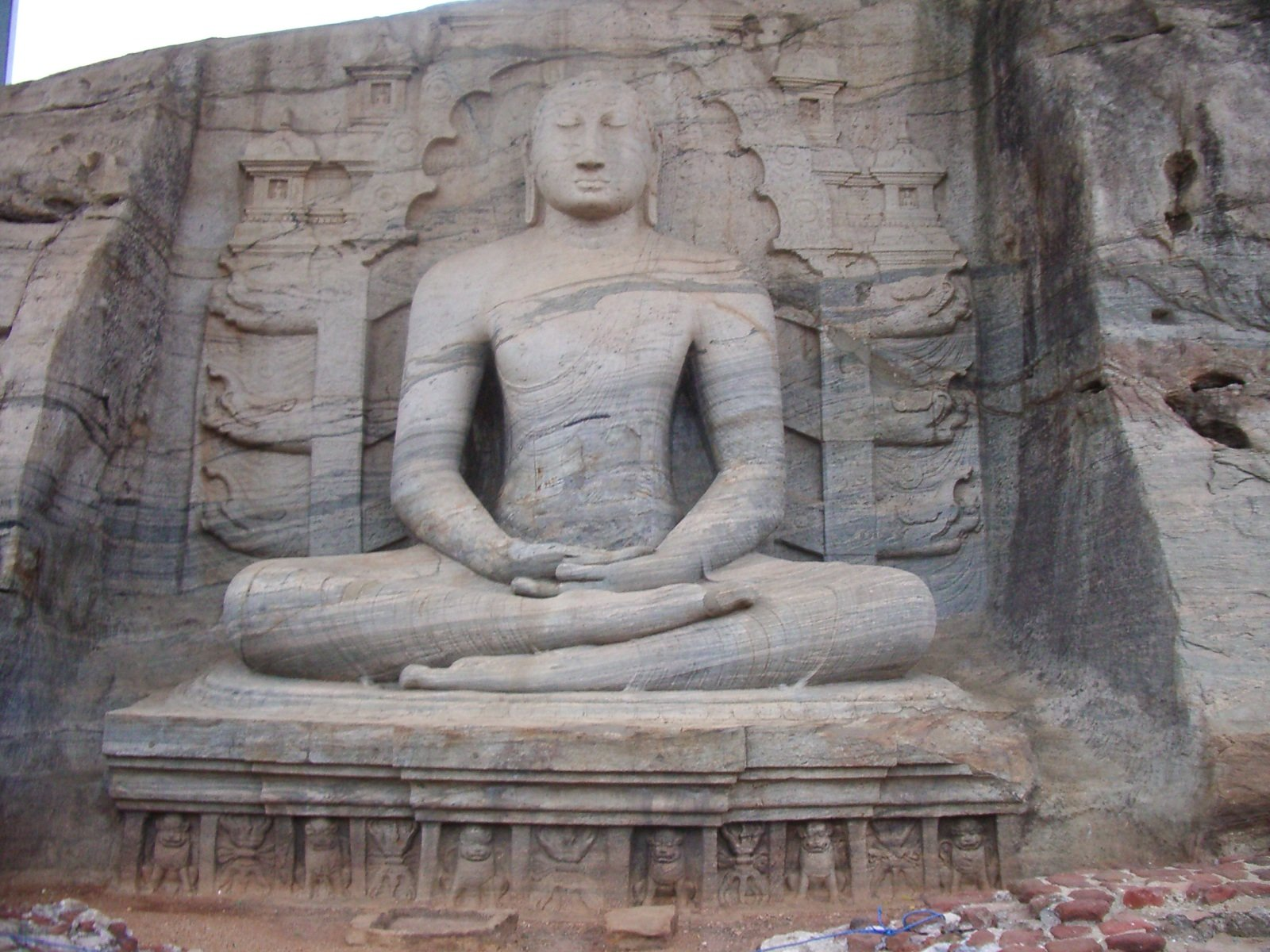
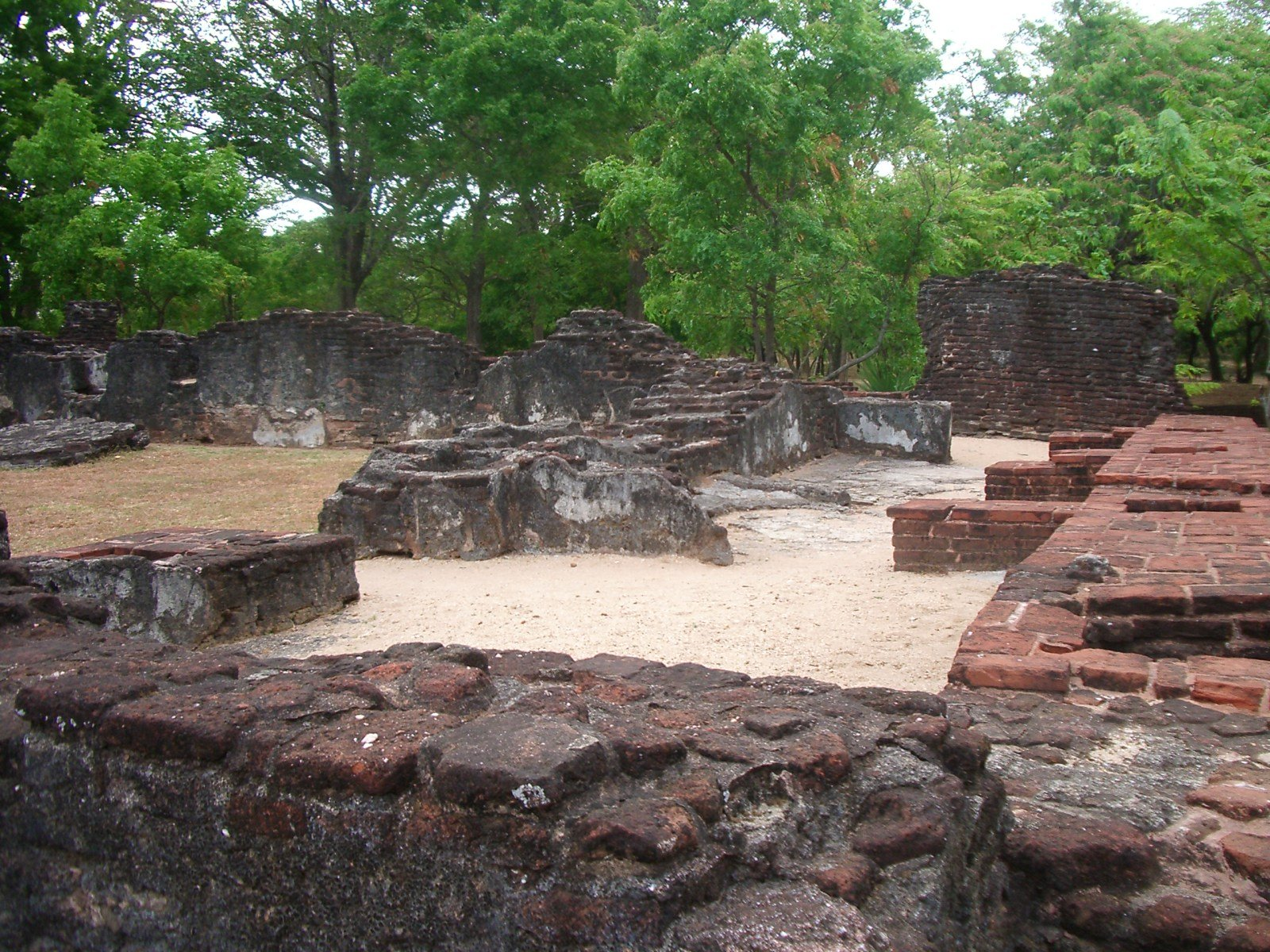
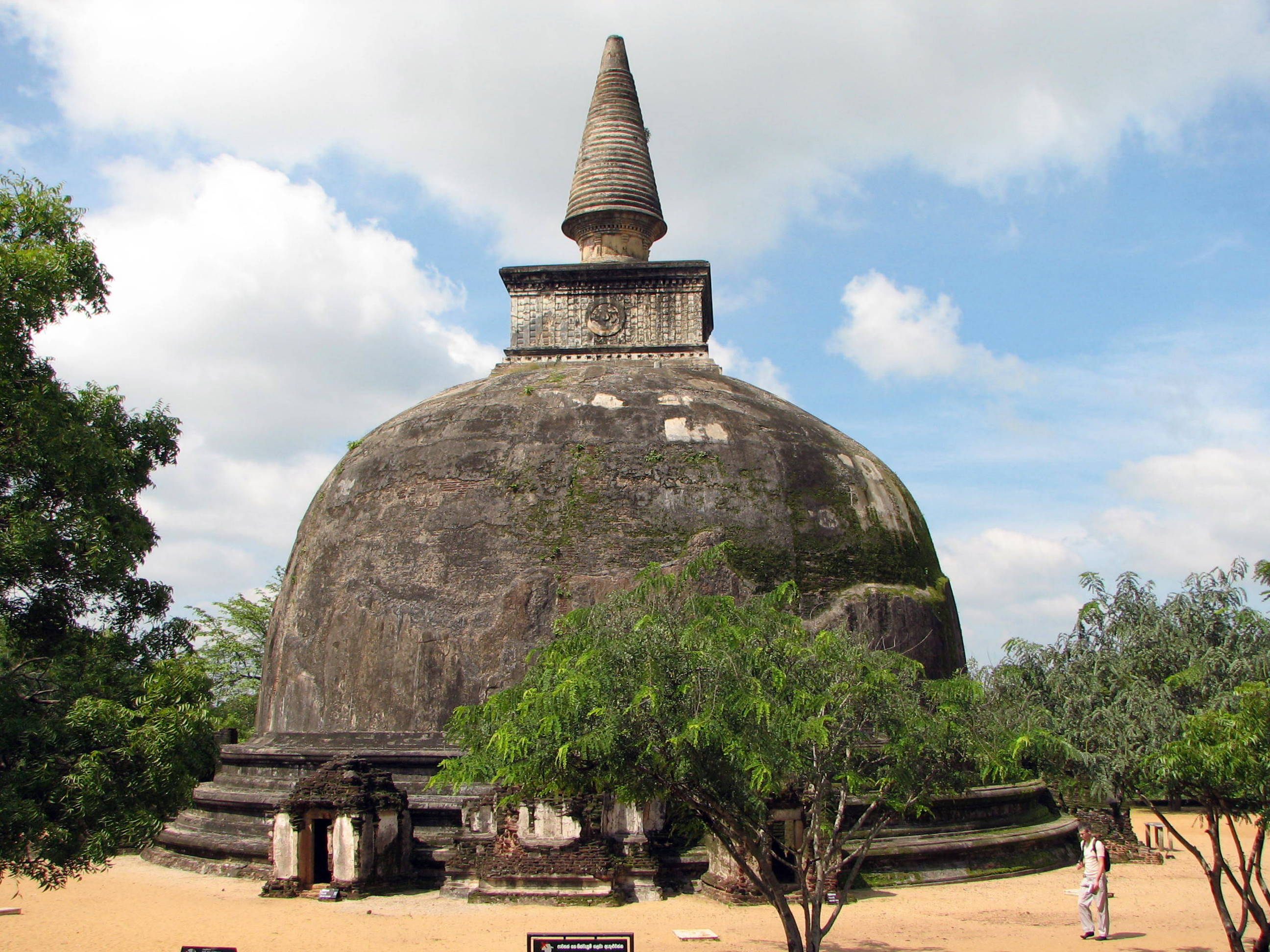